# Liolaemus igneus
Liolaemus igneus — вид ігуаноподібних ящірок родини Liolaemidae. Ендемік Чилі. Описаний у 2016 році.

## Поширення і екологія
Liolaemus hugoi мешкають в регіоні Арика-і-Паринакота на півночі Чилі. Вони живуть в сухих чагарникових заростях, на висоті від 3600 до 4510 м над рівнем моря. Голотип був знайдений в долині річки Кебрада-Аллане, на висоті 3930 м над рівнем моря.